# Ufficio I.T.O. del comando supremo
Il 16 ottobre 1916 l'Ufficio Informazioni (Ufficio "I"), dipendente dal Reparto operazioni del Comando supremo militare italiano fu completamente riorganizzato, basandosi sul concetto di dividere il complesso delle sue funzioni in due branche e fu scisso nell'Ufficio informazioni truppe operanti (Ufficio "I.T.O.") e nel Servizio informazioni (Servizio "I").
Le funzioni dell'Ufficio "I.T.O." erano quelle relative alle informazioni in zona operativa.

## Organizzazione dell'Ufficio "I.T.O."
- Comando supremo militare italiano
  - Riparto operazioni
    - Ufficio situazioni di guerra
      - Ufficio informazioni truppe operanti (Ufficio "I.T.O.")
        - 1ª Sezione Coordinamento Tecnico Uffici I.T.O. d'Armata
          - Ufficio I.T.O. della 1ª armata (16 ottobre 1916 - 1919)
          - Ufficio I.T.O. della 2ª armata (16 ottobre 1916 - 1919)
          - Ufficio I.T.O. della 3ª armata (16 ottobre 1916 - luglio 1919)
          - Ufficio I.T.O. della 4ª armata (16 ottobre 1916 - 1919)
          - Ufficio I.T.O. della 5ª armata (16 ottobre 1916 - 1º giugno 1918)
          - Ufficio I.T.O. della 6ª armata (1º dicembre 1916 - 1º luglio 1919)
          - Ufficio I.T.O. della 7ª armata (25 febbraio 1918 - 18 novembre 1918)
          - Ufficio I.T.O. della 8ª armata (1º giugno 1918 - 31 gennaio 1919)
          - Ufficio I.T.O. della 9ª armata (1º giugno 1918 - 15 febbraio 1919)
          - Ufficio I.T.O. della 10ª armata (14 ottobre 1918 - 18 novembre 1919)

        - 2ª Sezione informazioni (competente sul fronte Tirolo-Tridentino)
        - 3ª Sezione informazioni
          - Servizio controspionaggio
          - Servizio polizia militare

## Sedi dell'Ufficio "I.T.O."
| Tipologia                                                 | Indirizzo                                                     | Comune      | Provincia | Regione               | Posizionamento              | Note                                                        | Stato                                              |
| --------------------------------------------------------- | ------------------------------------------------------------- | ----------- | --------- | --------------------- | --------------------------- | ----------------------------------------------------------- | -------------------------------------------------- |
| * Ufficio "I.T.O." - Ufficio informazioni truppe operanti | Piazza Umberto I (oggi piazza 1º Maggio)                      | Udine       | UD        | Friuli-Venezia Giulia | 46°03′58.92″N 13°14′22.32″E | Trasferito a Treviso all'inizio della disfatta di Caporetto | In attività dal 16 ottobre 1916 al 26 ottobre 1917 |
| * Ufficio "I.T.O." - Ufficio informazioni truppe operanti | Palazzo Revedin                                               | Treviso     | TV        | Veneto                |                             | Trasferito a Padova dopo la disfatta di Caporetto           | In attività dal 26 ottobre 1917 al 7 novembre 1917 |
| * Ufficio "I.T.O." - Ufficio informazioni truppe operanti | Corso Vittorio Emanuele II, 126 - Palazzo Dolfin - Papadopoli | Padova      | PD        | Veneto                | 45°23′41.43″N 11°52′20.46″E | Trasferito ad Abano Bagni per i bombardamenti su Padova     | In attività dal 7 novembre 1917 al 5 febbraio 1918 |
| * Ufficio "I.T.O." - Ufficio informazioni truppe operanti | Via Pietro d'Abano, 1 - Hotel Trieste                         | Abano Bagni | PD        | Veneto                | 45°21′13.99″N 11°47′01″E    |                                                             | In attività dal 5 febbraio 1918 al luglio 1919     |